# José Antonio Caballero
José Antonio Caballero Vicente Campo Caballero y Herrera (Aldeadávila, 4 de febrero de 1754 - Salamanca, 23 de febrero de 1821) fue un noble y político español, II marqués de Caballero y ministro de Gracia y Justicia (1798-1808).

## Biografía
Nació en Aldeadávila de la Ribera (Salamanca) el 4 de febrero de 1754, hijo de Pedro Antonio Caballero de las Heras  y  de María Caballero Herrera. Era nieto por línea paterna de Juan Caballero de las Heras y de Theresa Vicente Campo y Hernández, su tercera esposa, esta natural de El Groo, pueblo de la comarca del Campo de Ledesma y por línea materna de Pedro Caballero del Pozo y de Lucía Herrera, naturales de Aldeadávila. 
En su pueblo se conserva su casa-palacio. Estudió Leyes en la Universidad de Salamanca y en 1788 se casó con una camarera de la Princesa de Asturias, lo que le ayudaría en su carrera. Pero fue decisivo para ésta el apoyo de su tío el teniente general Jerónimo Manuel Caballero, ministro de la Guerra, gracias al cual en 1797 fue nombrado fiscal togado del Consejo Supremo de Guerra, cargo del que pasaría a la Secretaría de Gracia y Justicia al año siguiente. En 1807, a la muerte de su tío heredó el título de Marqués de Caballero. Ese mismo año elaboró el primer Plan general de universidades. Se casó cuatro veces y está retratado por Goya (Museo Lázaro Galdiano, Museo de Bellas Artes de Budapest, Huntington Museum de Pasadena).
Es un personaje de gran habilidad y continuidad política, poco conocido pese a haber permanecido en el gobierno más años que otros de más fama y su valoración política nos llega tan sólo a través de sus enemigos políticos lo que ha contribuido a su mala imagen de él. Lo cierto es que gozó sucesivamente de la confianza de Carlos IV y la reina, del futuro Fernando VII y de José Bonaparte, casi 25 años en el gobierno.
Intrigante y para algunos reaccionario, persiguió a ilustrados y reformistas, y actuó en el proceso incoado contra el Príncipe D. Fernando al descubrirse la conjura tramada para destronar a Carlos IV. Colaboró con los partidarios del futuro rey en el motín de Aranjuez (1808), que provocó la abdicación de Carlos IV. Aunque cesó en la Secretaría como consecuencia del motín, Fernando VII le nombró gobernador del Consejo de Hacienda y miembro del Consejo de Estado y del Consejo Privado. Apoyó la expedición que llevó la vacuna de la viruela a las posesiones españolas en América y a Asia.
Posteriormente, reconoció al rey José Bonaparte, que le nombró consejero de Estado, y dejó Madrid tras la batalla de Bailén. Continuó desempeñando cargos públicos en Salamanca y Zamora. Bonaparte contó con él para la creación del Código Civil español. Al no tener un sueldo mensual, fue recompensado con 500.000 reales en cédulas hipotecarias y cristal de la Real Fábrica de Cristales de La Granja. 
Siguió al rey intruso al exilió en Francia (1814), tras la vuelta de Fernando VII a la corona. En 1820, con la constitución del Trienio Liberal, se instaló de nuevo en España. Falleció en Salamanca el 23 de febrero de 1821 en un palacete del que aún se ve el escudo al lado de la Plaza Mayor.
El Archivo Histórico Nacional de Madrid conserva el archivo familiar de este político, adquirido a la familia.

## Semblanza
Don Benito Pérez Galdós describía así al marqués de Caballero en su obra La Corte de Carlos IV, perteneciente a la célebre serie de los Episodios Nacionales:

No vi a semejante hombre más que una vez, y jamás lo he olvidado. Era de edad como de cincuenta años, pequeño y rechoncho de cuerpo, turbia y traidora la mirada de uno de sus ojos, pues el otro estaba cerrado a toda luz; con el semblante amoratado y granulento como de persona a quien envilece y trastorna el vino; de andar y gestos sumamente ordinarios: en tanto grado repugnante y soez toda su persona, que era preciso suponerle dotado de extraordinarios talentos para comprender cómo se podía ser ministro con tan innoble estampa. Pero no, señores míos. El marqués Caballero era tan despreciable en lo moral como en lo físico, pudiendo decirse que jamás cuerpo alguno encarnó de un modo tan fiel los ruines sentimientos y bajas ideas de un alma. Hombre nulo, ignorante, sin más habilidad que la intriga, era el tipo del leguleyo chismoso y tramoyista que funda su ciencia en conocer no los principios, sino los escondrijos, las tortuosidades y las fórmulas escurridizas del derecho, para enredar a su antojo las cosas más sencillas.

Nadie podía explicarse su encumbramiento tanto más enigmático, cuanto que el omnipotente Godoy no pasaba por amigo suyo, mas debió aquél consistir en que, habiéndose introducido en palacio y héchose valer, merced a viles intrigas de escalera abajo, usó como instrumento de su ambición cerca del Rey, la Iglesia; y adulando la religiosidad del pobre Carlos, pintándole imaginarios peligros y haciendo depender la seguridad del trono de la adopción de una política restrictiva en negocios eclesiásticos, logró hacerse necesario en la corte. El mismo Godoy no pudo apartarle del gobierno ni poner coto a las medidas dictadas por el bestial fanatismo del ministro de Gracia y Justicia, quien después de haber perseguido a muchos ilustres hombres de su época, y encarcelado a Jovellanos, remató su gloriosa carrera contribuyendo a derribar al mismo Príncipe de la Paz, en marzo de 1808.

Damos estas ligeras noticias respecto a un hombre que gozaba entonces de justa y general antipatía, para que se vea que la elevación de tontos y ruines y ordinarios, no es, como algunos creen, desdicha peculiar de los modernos tiempos.